# Mailáth (Szlovákia)
Mailáth (1890-ig Presztavek, szlovákul: Prestavlky) község Szlovákiában, a Besztercebányai kerületben, a Garamszentkereszti járásban.

## Fekvése
Garamszentkereszttől 13 km-re északnyugatra fekszik, Felsőtárnok tartozik hozzá.

## Története
1283-ban „Poroztolnuk" néven említik először. Ekkor az esztergomi érsekség talajdonában találjuk, amely a saskői uradalomtól szerezte meg a települést. 1534-ben 16 portája állt. 1601-ben 29 ház állt a településen. 1720-ban malma, kocsmája, 38 adózó családja volt. 1776-tól a besztercebányai püspökség birtokolta. 1828-ban 55 házában 361 lakos élt. Lakói főként mezőgazdasággal foglalkoztak.
A 18. század végén Vályi András így ír róla: „PRESZTAVNIK. Tót falu Bars Vármegyében, földes Ura a’ Besztertzebányai Püspökség, lakosai katolikusok, fekszik Trubinhez nem meszsze, mellynek filiája, Szent Kereszthez 1 mértföldnyire, fája ugyan van mind a’ kétféle, legelője elég, réttyei jók, sok vad gyümöltse is terem, keresetre módgya a’ szomszéd Bánya Városokban, második osztálybéli."
A 19. század közepén Fényes Elek eképpen írja le: „Presztalok, tót falu, Bars vmegyében; Sz. Kereszttől nyugotra: 361 kath. lak. Roppant erdejében sok vad kőrte és alma terem. F. u. a beszterczei püspök. Ut. p. Selmecz."
Borovszky monográfiasorozatának Bars vármegyét tárgyaló része szerint: „Mailát, a Ptacsnik hegycsoport nyúlványai alatt fekvő tót kisközség, 409 róm. kath. vallású lakossal. Ősrégi község, melynek hajdani neve Poroztolnuk volt. 1283 körül Vancsai István esztergomi érsek unokái Tamás és Orbán bírják, utánuk pedig Lodomér érsek. Későbbi: Presztavlk tót nevét már 1487-ben Prestavolik alakban találjuk. A XVII. század vége felé, a mikor még mindig az esztergomi érsekségé, Presztawlk, a XVIII. század vége felé pedig már Presztavnik néven említik. A beszterczebányai püspökség felállítása alkalmával ez a püspök lett a földesura. Nevét 1890-ben magyarosították meg Mailáth István volt barsi főispán emlékére. Kath. templomát csak 1896-ban építették. A község postája Nagylócsa, távirója és vasúti állomása Geletnek. Ide tartozik Bucsisztál telep is."
Magyar nevét a vármegye egykori főispánjáról, Mailáth Istvánról kapta 1890-ben. A trianoni diktátumig Bars vármegye Garamszentkereszti járásához tartozott.

## Népessége
| Év:            | 1994. | 2004.   | 2014.   | 2024.   |
| -------------- | ----- | ------- | ------- | ------- |
| Emberek száma: | 699   | 670     | 668     | 670     |
| Eltérés:       |       | -4,14 % | -0,29 % | +0,29 % |

| Év:            | 2023. | 2024.   |
| -------------- | ----- | ------- |
| Emberek száma: | 685   | 670     |
| Eltérés:       |       | -2,18 % |

1910-ben 534, túlnyomórészt szlovák anyanyelvű lakosa volt.
2001-ben 684 lakosából 671 szlovák volt.
2011-ben 669 lakosából 638 szlovák volt.

## Nevezetességei
- Római katolikus temploma 1896-ban épült.

## Külső hivatkozások
- Községinfó
- Mailáth Szlovákia térképén
- E-obce.sk Archiválva 2007. május 22-i dátummal a Wayback Machine-ben